# Thomasia quercifolia
Thomasia quercifolia är en malvaväxtart som först beskrevs av Henry Charles Andrews, och fick sitt nu gällande namn av Claude Gay. Thomasia quercifolia ingår i släktet Thomasia och familjen malvaväxter. Inga underarter finns listade i Catalogue of Life.